# Europejska Wspólnota Polityczna (od 2022)
Europejska Wspólnota Polityczna – międzynarodowa organizacja zrzeszająca 45 krajów powstała w 2022 roku po inwazji Rosji na Ukrainę. 

## Historia
Pomysł utworzenia wspólnoty powstał po inwazji Rosji na Ukrainę. Jednym z pomysłodawców utworzenia tej organizacji był prezydent Francji Emmanuel Macron. Pierwszy spotkania organizacji odbył się 6 października 2022 roku w Pradze. Wzięli w nim udział przywódcy 44 krajów. Po pierwszym szczycie do organizacji dołączyło San Marino. W skład organizacji wchodzą wszystkie państwa członkowskie Unii Europejskiej oraz kilkanaście krajów nie wchodzących w jej skład. Z grona członków organizacji celowo wykluczono Rosję i Białoruś. Celem organizacji jest koordynacja polityczna na kontynencie europejskim, promowanie dialogu politycznego, zwiększanie bezpieczeństwa i stabilności oraz zapobieganie skutkom europejskiego kryzysu energetycznego. Oprócz tego organizacja dąży do wzmacniania więzi pomiędzy państwami należącymi do UE a krajami do niej nienależącymi. Organizacja nie posiada własnych władz, budżetu ani personelu.

## Spotkania
| # | Data                | Kraj organizujący | Miasto    | Przewodniczący |
| - | ------------------- | ----------------- | --------- | -------------- |
| 1 | 6 października 2022 | Czechy            | Praga     | Petr Fiala     |
| 2 | 1 czerwiec 2023     | Mołdawia          | Kiszyniów | Maia Sandu     |
| 3 | 5 października 2023 | Hiszpania         | Granada   | Pedro Sánchez  |
| 4 | 18 lipca 2024       | Wielka Brytania   | Woodstock | Keir Starmer   |
| 5 | 7 października 2024 | Węgry             | Budapeszt | Viktor Orbán   |
| 6 | 16 maja 2025        | Albania           | Tirana    | Edi Rama       |

## Członkowie
Albania, Armenia, Austria, Azerbejdżan, Belgia, Bośnia i Hercegowina, Bułgaria, Chorwacja, Cypr, Czechy, Dania, Estonia, Finlandia, Francja, Gruzja, Niemcy, Grecja, Węgry, Islandia, Irlandia, Włochy, Kosowo, Łotwa, Liechtenstein, Litwa, Luksemburg, Malta, Mołdawia, Czarnogóra, Holandia, Macedonia Północna, Norwegia, Polska, Portugalia, Rumunia, San Marino, Serbia, Słowacja, Słowenia, Hiszpania, Szwecja, Szwajcaria, Turcja, Ukraina, Wielka Brytania.